# Okoye
Okoye is een personage uit de strips van Marvel Comics. Het personage verscheen voor het eerst in Black Panther #1 (november 1998) en werd bedacht door Christopher Priest en Mark Texeira. Ze is de assistent van Black Panther en generaal van leger van de koninklijke lijfwachten, de Dora Milaje.
De Nederlandse stem van Okoye is Sarah-Jane Wijdenbosch.

## In andere media

### Marvel Cinematic Universe
Sinds 2018 verscheen dit personage in het Marvel Cinematic Universe en wordt vertolkt door Danai Gurira. Okoye is het gernaal van de Dora Milaje, de lijfwachten van Wakanda. Daarnaast is ze vaak te zien als de helpende hand van de Black Panther. Later komen de Avengers naar Wakanda omdat ze de hulp van Black Panther, Okoye en hun stam nodig hebben. Thanos heeft bijna alle oneindigheidsstenen verzameld en komt naar Wakanda toe om de laatste steen te bemachtigen. Okoye helpt de Avengers met hun strijd tegen hem. Thanos weet echter te winnen en vernietigt en hij laat de helft van al het leven vergaan, Okoye overleeft dit. Vijf jaar later heeft Okoye de leiding over Wakanda genomen omdat zij als een van de weinige het gevecht overleefde. De overgebleven Avengers reizen terug in de tijd om de oneindigheidsstenen voor Thanos te bemachtigen om zo zijn daden ongedaan te maken, dit lukt hen. Alle superhelden keren terug voor een laatste gevecht tegen Thanos, Okoye is hier ook van de partij. 
Na een gevecht met Attuma, van het rijk Talokan, lukte het Okoye niet om Shuri en Riri Williams te beschermen tegen ontvoering. Hierdoor ontnam de koningin van Wakanda, Ramonda, haar de titel als generaal van de Dora Milaje. Na de terugkomst van Shuri werd Okoye de hoofd van de Midnight Angels. Okoye is in de volgende films te zien:
- Black Panther (2018)
- Avengers: Infinity War (2018)
- Avengers: Endgame (2019)
- What If...? (2021-2024) (stem ingesproken door Danai Gurira in S1 en Kenna Ramsey in S3) (Disney+)
- Black Panther: Wakanda Forever (2022)